# 아리안스페이스
아리안스페이스 사(Arianespace)는 유럽 각국이 유럽 우주국(ESA)에 의해 개발·실용화된 아리안 로켓의 발사를 실시하기 위해서 공동으로 설립한 기업이다. 현재 세계의 위성 발사 시장에서 약 절반의 점유율을 차지하고 있다. 프랑스가 주요 주주이다.

## 개요
아리안스페이스는 유럽 12개국 53사가 출자해 1980년 3월 26일에 설립되었다. 국가별 출자 비율은 프랑스 57%, 독일 19%, 이탈리아 7%, 벨기에 4% 등으로, 본사는 출자 비율이 최대인 프랑스의 파리에 있다.
아리안스페이스는 로켓 발사 전문 회사이며, 로켓의 제작은 다른 회사가 실시하고 있다.
아리안 로켓, 특히 아리안 4호의 상업적 성공에 의해 세계의 인공위성 발사 시장의 약 절반의 점유율을 보유하였다. 그러나, 최근 러시아·중국·일본의 상용 위성 발사 시장의 참가, 미국의 민간 기업에 의한 강력한 로켓의 개발 등 위성 발사 시장의 경쟁이 심해졌기 때문에 대형 로켓 아리안 5호를 개발해 순조롭게 실적을 쌓고 있다(2003년 4월 현재 15회 발사 중 13회 성공).
또, 주된 로켓인 아리안 로켓을 보완하는 발사 시스템으로서 ESA가 개발 중인 소형·저궤도 위성 발사용 로켓인 베가 로켓의 상용 발사를 계획하고 있다. 게다가 러시아 연방 우주국과의 합작 기업 스타셈(Starcem) 사를 통해서 소유스 로켓으로 중형 위성의 발사도 행하고 있다. 또 기아나 우주 센터에 소유스 로켓의 발사 시설을 건설하려는 계획도 있다.
2007년 4월에 일본의 미쓰비시 중공업 및 미국의 시런치(Sea Launch)와 로켓의 백업 사용에 관한 협정을 체결했다. 이 협정의 내용은 셋 중 어떤 회사의 인공위성 발사가 어떠한 이유로 발사 연기를 피할 수 없게 되었을 경우, 큰 발사 지연을 막기 위해서 다른 회사가 보유하고 있는 로켓으로 발사한다는 것이다.

## 조직
아리안스페이스의 주주는 10개국이 공동 보유하고 있다.
- CNES (34%)
- EADS (30%)

| 국가     | 주주 | 자본      |
| -------- | ---- | --------- |
| 벨기에   | 3    | 3.15%     |
| 덴마크   | 1    | 극히 적음 |
| 프랑스   | 7    | 60.12%    |
| 독일     | 2    | 18.62%    |
| 이탈리아 | 2    | 9.36%     |
| 네덜란드 | 1    | 1.82%     |
| 노르웨이 | 1    | 0.10%     |
| 스페인   | 3    | 2.01%     |
| 스웨덴   | 2    | 2.30%     |
| 스위스   | 2    | 2.51%     |

총합 99.99%
경영진의 구성:
| 직급                             | 성명                   |
| -------------------------------- | ---------------------- |
| CEO & 의장                       | Jean-Yves Le Gall      |
| 품질 부문 부사장                 | Gérard Gradel          |
| 계획 부문 상급 부사장            | Patrick Bonguet        |
| 판매 부문 상급 부사장            | Philippe Berterottière |
| 종합 비서, 금융 부문 상급 부사장 | Françoise Bouzitat     |
| 기술 부문 상급 부사장            | Édouard Perez          |

지점
| 위치                 | 지점장             |
| -------------------- | ------------------ |
| 에브리(Évry), 프랑스 | Jean-Yves Le Gall  |
| 미국                 | Clayton Mowry      |
| 도쿄, 일본           | Jean-Louis Claudon |
| 싱가포르             | Richard Bowles     |

2006년 7월 1일 기준으로, 프랑스의 본사, 프랑스령 기아나의 발사 센터, 워싱턴 D.C., 싱가포르, 도쿄에서 총 271명의 직원이 있다.

## 같이 보기
- 유럽 우주국(ESA)
- 프랑스 국립 우주 연구 센터(CNES)
- 아리안 로켓